# George Read (estadista dos Estados Unidos)
George Read (18 de setembro de 1733 – 21 de setembro de 1798) foi um advogado e político norte-americano de New Castle. Foi um dos signatários tanto da Declaração de Independência dos Estados Unidos como da Constituição dos Estados Unidos, e foi também delegado ao Congresso Continental pelo Delaware, delegado à Convenção Constitucional de 1787, Presidente do Delaware (equivalente a governador do Delaware), e membro do Partido Federalista, tendo sido senador pelo Delaware e chefe de justiça do mesmo estado.